# 코디 윌리엄스

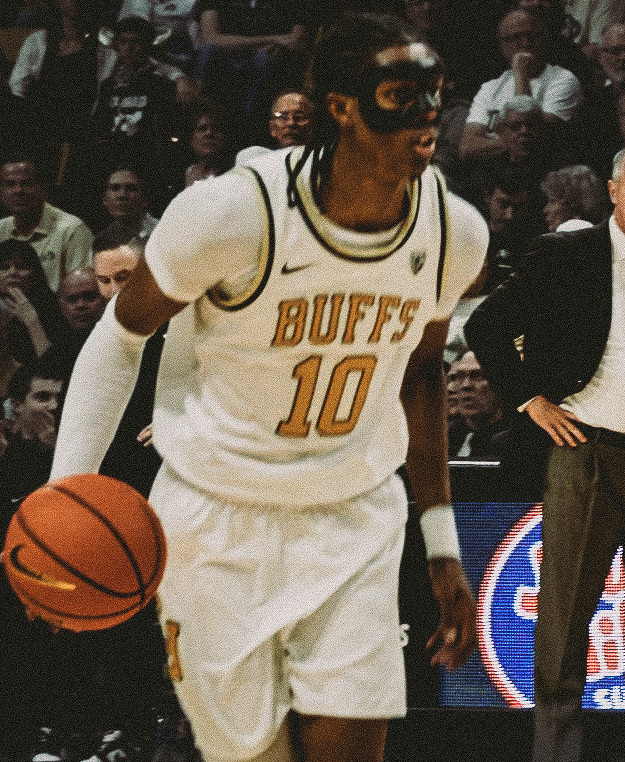
2024년 모습

코디 윌리엄스(Cody Williams, 본명: 코디 레론 윌리엄스, Cody Leron Williams, 2004년 11월 20일 ~ )는 전미 농구 협회(NBA) 유타 재즈의 미국 프로 농구 선수이다. 콜로라도 버팔로스에서 대학 농구를 했다. 그는 합의된 5성급 신입 선수이자 2023년 클래스 최고의 선수 중 한 명이었다.

## 어린 시절과 고등학교 경력
윌리엄스는 캘리포니아주 샌루이스오비스포에서 태어나 어렸을 때 가족이 그곳으로 이사한 후 애리조나주 길버트에서 자랐다. 페리 고등학교에 다녔다. 주니어 시절 윌리엄스는 페리가 클래스 6A 주 챔피언십에서 우승하면서 경기당 평균 13득점, 4리바운드, 3어시스트, 2스틸을 기록한 후 프리미어 지역 올해의 선수로 선정되었다. 윌리엄스는 선배로서 경기당 평균 18.4 득점, 6.7 리바운드, 4 어시스트를 기록했으며 퓨마스를 30-1 기록과 두 번째 연속 주 챔피언십으로 이끌었다. 윌리엄스는 4학년 때 2023 맥도널드 올 아메리칸 보이스 게임(McDonald's All-American Boys Game)에 출전하도록 선정되었다. 또한 나이키 훕스 서밋(Nike Hoops Summit)에서 미국 팀으로 뛰도록 선정되었다.

### 리크루트
주요 채용 서비스에 따르면 윌리엄스는 합의된 5성 신병이자 2023년 클래스 최고의 선수 중 한 명이었다. 2022년 11월 9일 윌리엄스는 LSU, 애리조나, UCLA 및 USC의 제안을 고려한 후 콜로라도에서 대학 농구를 하기로 약속했다. 그는 프로그램 역사상 가장 높은 순위의 헌신적인 신병이자 콜로라도에 합류한 최초의 5성급 신입 선수가 되었다.